# ناتاليا روميرو (منافسة ألعاب القوى)
ناتاليا روميرو (بالإسبانية: Natalia Romero Jaramillo) هي منافسة ألعاب القوى تشيلية، ولدت في 26 فبراير 1980 في تالاغانتي في تشيلي.

## وصلات خارجية
- ناتاليا روميرو على موقع الاتحاد الدولي لألعاب القوى (الإنجليزية)
- ناتاليا روميرو على موقع اللجنة الأولمبية الدولية (الإنجليزية)
- ناتاليا روميرو على موقع أوليمبيديا (الإنجليزية)